# 笃澎
笃澎（Tauch Phoeun，1962年？—1977年），又名Tauch Ron（តូច រ៉ុន），化名平（Phin），柬埔寨政治家、共产主义者。他是民主柬埔寨及红色高棉领导人之一。
据红色高棉安全部门桑德巴尔的档案记载，笃澎出生在磅士卑省乌栋县，父母都是当地农民。
1976年4月14日，笃澎被任命为公共工程部部长。他是信息部长符宁的密友，与商务部长贵敦也保持密切联系。1977年2月25日，贵敦被捕；翌日，笃澎也被捕，关押进S-21监狱，后被处决。